# Mammelomys rattoides
Mammelomys rattoides és una espècie de mamífer rosegador de la família dels múrids. Viu a altituds d'entre 320 i 1.400 msnm a Indonèsia i Papua Nova Guinea. El seu hàbitat natural són els boscos de plana. És una espècie en risc mínim, és a dir, no sembla que hi hagi cap amenaça significativa per a la seva supervivència. El seu nom específic, rattoides, significa ‘similar a una rata’ en llatí.